# Hardwick (Northamptonshire)
Hardwick es un pueblo y una parroquia civil del distrito de Wellingborough, en el condado de Northamptonshire (Inglaterra).

## Demografía
Según el censo de 2001, Hardwick tenía 70 habitantes (38 varones y 32 mujeres). 14 de ellos (20%) eran menores de 16 años, 52 (74,29%) tenían entre 16 y 74, y 4 (5,71%) eran mayores de 74. La media de edad era de 43,93 años. 31 habitantes eran económicamente activos, todos ellos empleados. Había 27 hogares con residentes y ninguno sin ocupar.
| 68                          | 59 | 87 | 86 | 82 | 81 | - | - | 125 | 90 | 106 | 113 | 99 | 121 | - | 88 | 61 |
| (Fuente: Vision of Britain) |    |    |    |    |    |   |   |     |    |     |     |    |     |   |    |    |